# Mikroregion Araranguá

Mikroregion Araranguá

Mikroregion Araranguá – mikroregion w brazylijskim stanie Santa Catarina należący do mezoregionu Sul Catarinense. Ma powierzchnię 3.670,4 km²

## Gminy
- Araranguá
- Balneário Arroio do Silva
- Balneário Gaivota
- Ermo
- Jacinto Machado
- Maracajá
- Meleiro
- Morro Grande
- Passo de Torres
- Praia Grande
- Santa Rosa do Sul
- São João do Sul
- Sombrio
- Timbé do Sul
- Turvo